# Costa del Principe Olav
La costa del Principe Olav (centrata alle coordinate 68°30′S 42°30′E) è una parte della costa della Terra della Regina Maud, in Antartide. In particolare, la costa del Principe Olav si estende tra il ghiacciaio Shinnan (67°55′S 44°38′E), a est, e il limite orientale della baia di Lutzow-Holm ad una longitudine di 40°E, a ovest, e confina quindi a est con la costa occidentale della Terra di Enderby e a ovest con la costa del Principe Harald.
Non tutti i paesi ritengono validi i confini sopraccitati, sia l'Australia che la Norvegia, infatti, pongono il confine orientale della Terra della Regina Maud (e quindi il confine orientale della costa del Principe Olav), il cui possesso è rivendicato dalla Norvegia, alla longitudine di 45°E. Inoltre, nel 1973, il ministero dell'industria norvegese fissò il confine occidentale della costa del Principe Olav in corrispondenza del ghiacciaio Shirase, alle coordinate 70°05′S 38°45′E.

## Storia
La costa del Principe Olav è stata scoperta nel gennaio 1930  dal capitano Hjalmar Riiser-Larsen durante un volo di ricognizione partito dalla nave Norvegia e battezzata con il suo attuale nome in onore del futuro re Olav V di Norvegia.